# Bojan Bjelić
Bojan Bjelić (Kragujevac, 8. mart 1984) srpski je pevač.

## Biografija
Rođen je u Kragujevcu, a od treće godine živi u Beogradu. Mada se prvobitno želeo baviti tenisom, ipak je kročio u muzičke vode. Završio je Fakultet finansijskog menadžmenta i osiguranja pri Univerzitetu Singidunum, kao i Muzičku školu“ Vojislav Vučković". Poznat je postao krajem 2006, kada je zajedno sa Indirom Aradinović - Indi snimio pesmu „Ekspresno“.
Njegovi najveći hitovi su: To nije ljubav, Ostavi me, Expresno, Duh iz bombonjere, Čipka crvena, Pogledom te skidam i Jedino moje.

## Diskografija
Albumi
- Mesec od papira (2004) City Records
- Ekspresno (2006)  Grand Production
- Duh iz bombonjere (2008) Grand Production
- Prva rezerva (2013)  City Records

Singlovi
- Eva (2003) singl na makedonskom jeziku
- Ženske laži (2003) singl, Sunčane skale
- Do bola (2004) singl, Sunčane skale festival
- Bebo vrati se (2004) singl, Feras
- To nije ljubav (2005) singl, pobednička pesma Ohrid fest
- Expresno (2006) duet sa Indy
- Ljubav nema bolje dane (2008) singl po tekstu Duška Trifunovića
- Pogledom te skidam (2012) duet sa Dara Bubamara
- Dalje od zla (2013) singl sa Neno Murić i Željka Bošnjak
- Balkanska truba (2013) sa Di-džej Toya i Mc Toba
- Kad me ne bude (2014) singl

### Videografija
| Spot               | Godina | Režiser                        |
| ------------------ | ------ | ------------------------------ |
| Ženske laži        | 2003   | Ivica Vidanović                |
| Od sobe do sobe    | 2004   | Ivica Vidanović                |
| Rođendan           | 2004   | Peđa Marković                  |
| To nije ljubav     | 2005   | -                              |
| Ostavi me          | 2006   | DM SAT video produkcija        |
| Expresno           | 2006   | -                              |
| Čipka crvena       | 2008   | Visual infinity                |
| Pogledom te skidam | 2012   | CODE                           |
| Jedino moje        | 2013   | Andrej Ilić                    |
| Sever              | 2013   | Andreja Damnjanović            |
| Kad me ne bude     | 2014   | Kosta Đuraković & Ivan Nikolić |